# USS Uhlmann (DD-687)
USS Uhlmann (DD-687) là một tàu khu trục lớp Fletcher được Hải quân Hoa Kỳ chế tạo trong Chiến tranh Thế giới thứ hai. Nó là chiếc tàu chiến duy nhất của Hải quân Mỹ được đặt theo tên Thiếu úy Hải quân Robert W. Uhlmann (1919-1941), người tử trận trong cuộc Tấn công Trân Châu Cảng. Nó đã hoạt động cho đến hết Thế Chiến II, ngừng hoạt động một thời gian ngắn, rồi tiếp tục phục vụ trong Chiến tranh Triều Tiên và Chiến tranh Việt Nam, cho đến khi ngừng hoạt động năm 1972, và bị bán để tháo dỡ sau đó. Nó được tặng thưởng bảy Ngôi sao Chiến trận do thành tích phục vụ trong Thế Chiến II, thêm hai Ngôi sao Chiến trận nữa trong Chiến tranh Triều Tiên, và sáu Ngôi sao Chiến trận khác trong Chiến tranh Việt Nam.

## Thiết kế và chế tạo
Uhlmann được đặt lườn tại xưởng tàu của hãng Bethlehem Shipbuilding Corporation ở Staten Island, New York vào ngày 6 tháng 3 năm 1943. Nó được hạ thủy vào ngày 30 tháng 7 năm 1943; được đỡ đầu bởi bà C. F. Uhlmann, mẹ Thiếu úy Uhlmann, và nhập biên chế tại Xưởng hải quân Brooklyn vào ngày 22 tháng 11 năm 1943 dưới quyền chỉ huy của Trung tá Hải quân Selden G. Hooper.

## Lịch sử hoạt động

### Thế Chiến II

#### 1944
Sau khi hoàn tất chạy thử máy tại vùng biển ngoài khơi Bermuda và đại tu sau thử máy, Uhlmann gia nhập Hải đội Khu trục 56 vào ngày 24 tháng 1 năm 1944, rồi lên đường hai ngày sau đó hộ tống cho tàu sân bay Wasp (CV-18) đi Trinidad. Sau đó nó băng qua kênh đào Panama, ghé qua San Diego, California, và đi đến San Francisco, California vào ngày 16 tháng 2, nơi nó đón hành khách lên tàu để đưa đến quần đảo Hawaii. Con tàu rời vùng bờ Tây vào ngày 17 tháng 2 cùng tàu tuần dương hạng nhẹ Birmingham (CL-62) và tàu khu trục Newcomb (DD-586).
Uhlmann đi đến Trân Châu Cảng vào ngày 23 tháng 2, và trong tháng 3 đã tiến hành sửa chữa, huấn luyện cũng như hộ tống các đoàn tàu vận tải tại vùng biển Hawaii. Sang tháng 4, nó tham gia huấn luyện hộ tống tàu sân bay, thực hành bắn phá bờ biển và theo dõi radar nhằm chuẩn bị cho những hoạt động tiếp theo cùng tàu sân bay. Lúc chiều tối ngày 24 tháng 4, đang khi tham gia thực hành huấn luyện như một tàu hộ tống chống tàu ngầm cho các tàu sân bay thuộc Đội đặc nhiệm 19.2 tại vùng biển Hawaii, nó bị tàu khu trục Benham (DD-796) húc vào phía giữa tàu. Vụ va chạm làm thủng một lổ 8 ft × 10 ft (2,4 m × 3,0 m) bên mạn Uhlmann dưới mực nước, làm ngập nước phòng nồi hơi và phòng động cơ phía trước. Nó được chiếc tàu kéo Tekesta (AT-93) kéo đi vào ngày hôm sau, và về đến Trân Châu Cảng vào ngày 26 tháng 4. Sau khi được sửa chữa tạm thời lườn tàu và động cơ, nó lên đường quay trở về San Francisco vào ngày 17 tháng 5, di chuyển chỉ bằng động cơ bên mạn trái. Con tàu thả neo tại Xưởng hải quân San Francisco vào ngày 24 tháng 5, và được sửa chữa trong hai tháng tiếp theo.
Uhlmann quay trở lại Trân Châu Cảng vào tháng 8, tiếp tục các hoạt động thực tập huấn luyện, bao gồm thực hành ngư lôi và thực tập chống tàu ngầm. Nó rời Oahu vào ngày 18 tháng 9 cùng thiết giáp hạm South Dakota (BB-57) và tàu khu trục Woodworth (DD-460) để hướng đến quần đảo Admiralty. Trên đường đi đến đảo Manus, nó được cho chuyển hướng đến phía Tây quần đảo Caroline để trình diện cùng Đệ Tam hạm đội tại Ulithi vào ngày 30 tháng 9. Chiếc tàu khu trục chịu đựng một cơn bão tại Ulithi vào ngày 3 tháng 10, khi ba tàu khu trục cùng neo đậu đã trôi dạt va vào nó, gây ra ba lổ thủng bên mạn phải lườn tàu. Nó khẩn cấp rời vũng biển cùng Đội đặc nhiệm 38.2 vài giờ sau đó, nhưng cũng không tránh khỏi bị ngập nước một số khoang tàu. Nó quay trở lại Ulithi vào ngày 4 tháng 10 để được sửa chữa bởi tàu tiếp liệu khu trục Dixie (AD-14), rồi lên đường vào ngày 6 tháng 10 để gặp gỡ Lực lượng Đặc nhiệm 38 ngoài khơi vào ngày hôm sau.
Vào trưa ngày 9 tháng 10, lực lượng đặc nhiệm tàu sân bay bắt đầu tiếp cận nhanh đến vị trí xuất phát tấn công xuống quần đảo Ryukyu, và sang ngày hôm sau, máy bay từ tàu sân bay đã ném bom Okinawa, phá hủy máy bay, tàu bè và các cơ sở trên bờ nhằm chuẩn bị cho việc tái chiếm Philippines. Sau khi được tiếp nhiên liệu trên biển vào ngày 11 tháng 10, Lực lượng Đặc nhiệm 38 lại tiến đến Đài Loan cho đợt không kích kéo dài hai ngày xuống hòn đảo này. Vào các ngày 12 và 13 tháng 10, Uhlmann đã hoạt động trong thành phần hộ tống phòng không, khi các tàu sân bay đang ở cách hòn đảo 85 mi (137 km) về phía Đông, tung ra những đợt không kích nhằm phá hủy sức mạnh không quân Nhật Bản tại đây.
Sau hoàng hôn ngày 12 tháng 10, những máy bay ném bom và máy bay ném bom-ngư lôi Nhật Bản bay thấp đã tiếp cận Đội đặc nhiệm 38.2 từ hướng Tây và Tây Bắc. Cho dù đa số máy bay Nhật Bản đã bị lực lượng tuần tra chiến đấu trên không của đội đặc nhiệm ngăn chặn, khoảng một tá đã lọt qua được và tấn công đội hình. Uhlmann đã nổ súng vào một máy bay ném ngư lôi hạng trung Nhật Bản từ khoảng cách 7.000 yd (6.400 m), nhưng đối thủ kiên trì tiếp cận từ mạn trái nhắm vào chiếc tàu khu trục đang chạy zig zag, cho đến khi nó lọt vào tầm các khẩu phòng không 40 mm. Sau khi trúng đạn, đối phương bay vượt bên trên con tàu và rơi cách mũi chiếc tàu khu trục 100 yd (91 m) bên mạn phải, chìm xuống biển hầu như ngay lập tức. Một đợt tấn công thứ hai tiếp nối chỉ hai phút sau đó, khi hỏa lực phòng không của Uhlmann góp phần trong việc bắn rơi khoảng 7 máy bay Nhật Bản.
Lúc 22 giờ 00, hỏa lực phòng không của Uhlmann bắn trúng một máy bay đối phương khiến nó bốc cháy trên không, chiếu sáng trên bầu trời không trăng trước khi rơi xuống phía đuôi tàu. Đến nữa đêm, con tàu lại phát hiện một máy bay đối phương qua màn hình radar và khai hỏa bằng dàn pháo chính 5-inch. Đối phương phản công bằng cách thả pháo sáng để phân tán đánh lừa và rời đi, nhưng không tránh khỏi bị bắn cháy và rơi xuống biển. Các tàu khu trục bắt đầu thả khói ngụy trang từ nữa đêm, và các đợt không kích của đối phương lắng dịu. Cho đến sáng, máy bay Nhật Bản chỉ lãng vãng trong phạm vi 6–7 mi (9,7–11,3 km), thả pháo sáng rồi rút lui mà không tấn công đội hình.
Máy bay Nhật Bản lại tiếp cận gần đội hình vào chiều tối ngày 14 tháng 10, nhưng bị những máy bay tuần tra chiến đấu trên không bay đêm đánh đuổi. Sang ngày hôm sau, Lực lượng Đặc nhiệm 38 bắt đầu di chuyển với tốc độ nhanh về hướng Luzon, và Uhlmann làm nhiệm vụ bảo vệ chống tàu ngầm cho các tàu sân bay nhanh thuộc Đội đặc nhiệm 38.2. Vào các ngày 16 và 17 tháng 10, các tàu sân bay không kích mạnh xuống Luzon, tập trung vào tàu bè và cơ sở tại khu vực vịnh Manila. Cuối ngày 17 tháng 10, đội hình tiến về phía Nam đi đến một vị trí để tấn công xa hơn về phía Nam, trong khi máy bay tiêm kích của lực lượng đặc nhiệm đánh trả sự kháng cự yếu ớt trên không của Nhật Bản trên đường đi. Đi đến phía Đông và Đông Bắc đảo Samar, lực lượng đặc nhiệm tiến hành không kích đảo Negros vào ngày 20 tháng 10 nhằm hỗ trợ trục tiếp cho cuộc đổ bộ lên đảo Leyte.
Sau khi phát hiện các tàu quét mìn Hoa Kỳ ở các lối tiếp cận vịnh Leyte, Hải quân Đế quốc Nhật Bản tung ra hầu hết lực lượng hải quân sẵn có của họ đến vùng biển Philippine để phản công. Vào ngày 24 tháng 10, Uhlmann bảo vệ các tàu sân bay nhanh thuộc Đội đặc nhiệm 38.2 dưới quyền Chuẩn đô đốc Gerald F. Bogan khi chúng tung ra các cuộc không kích nhắm vào Lực lượng Trung tâm Nhật Bản đang di chuyển về hướng eo biển San Bernardino. Trong hoạt động dưới tên gọi Trận chiến biển Sibuyan, máy bay Hải quân Mỹ đã đánh chìm thiết giáp hạm Nhật Bản Musashi và gây hư hại cho nhiều tàu chiến đối phương khác. Đến 20 giờ 22 phút tối hôm đó, Lực lượng Đặc nhiệm 38 chuyển hướng lên phía Bắc để truy lùng và tấn công Lực lượng phía Bắc Nhật Bản, khi các tàu sân bay của chúng bị phát hiện về phía Bắc Luzon. Thực ra đây chỉ là mồi nhữ, bao gồm những tàu sân bay còn lại rất ít máy bay, có nhiệm vụ thu hút thành phần chủ lực của Đệ Tam hạm đội rời xa khỏi các bãi đổ bộ ở Leyte.
Khi Lực lượng Trung tâm Nhật Bản băng qua eo biển San Bernardino và tấn công vào các tàu vận tải và đổ bộ Đồng Minh ngoài khơi Leyte, họ bị ngăn chặn bởi một nhóm nhỏ tàu sân bay hộ tống, tàu khu trục và tàu khu trục hộ tống dũng cảm, dám đương đầu với một lực lượng tàu nổi đối phương có ưu thế vượt trội. Khi Đội đặc nhiệm 34.5 cấp tốc quay trở lại khu vực eo biển San Bernardino nhằm can thiệp, họ đã quá trễ khi đối phương đã rút lui an toàn. Trong những ngày tiếp theo sau trận Hải chiến vịnh Leyte mang tính quyết định, Uhlmann tiếp tục hộ tống cho Đội đặc nhiệm 38.2 khi máy bay của nó tấn công các mục tiêu trên, bờ, bao gồm các cuộc ném bom xuống Luzon vào các ngày 29 và 30 tháng 10.
Ngay trước giữa trưa ngày 29 tháng 10, khi các tàu sân bay đang thu hồi máy bay sau đợt không kích xuống các mục tiêu Nhật Bản tại khu vực phụ cận Manila, Uhlmann rời đội hình để điều tra một dấu hiệu nghi ngờ máy bay bị rơi, nhưng xác định đó chỉ là một quả bom nổ. Đang khi khảo sát nguyên nhân, một máy bay ném bom-ngư lôi xuất phát từ tàu sân bay Hancock (CV-19) đã buộc phải hạ cánh trên biển cạnh con tàu, và chiếc tàu khu trục đã cứu vớt phi công cùng hai thành viên đội bay. Trong khi đó, đối phương tung ra một đợt không kích, và nó ra lệnh báo động cùng nhanh chóng tăng tốc độ lên 25 kn (46 km/h), tiến hành cơ động né tránh trong khi quay trở lại đội hình. Nó tham gia cùng đồng đội nhằm ngăn chặn khoảng 10-12 máy bay đối phương vốn tung ra đợt ném bom tầm cao kém chính xác, và đối phương rút lui sau khi hai máy bay bị hỏa lực phòng không từ các con tàu bắn rơi.
Vào ngày 4 tháng 11, Đội đặc nhiệm 38.2 lại tiếp cận nhanh cho một lượt không kích xuống Luzon; trong hai ngày, máy bay từ tàu sân bay đã không kích khu vực Luzon và Bicol. Đến ngày 7 tháng 11, Uhlmann khởi hành đi Ulithi; trên đường đi, biển động mạnh đã làm ngập nước một số ngăn trên tàu, nên nó được tàu khu trục Yarnall (DD-541) hộ tống rời đội hình để chạy xuôi theo chiều gió trong khi các biện pháp kiểm soát hư hỏng được thực hiện. Nó về đến Ulithi vào ngày 9 tháng 11, được sửa chữa, rồi lên đường vào ngày 16 tháng 11 để gia nhập trở lại Đội đặc nhiệm 38.2 vào ngày hôm sau, làm nhiệm vụ bảo vệ chống tàu ngầm. Sau đợt không kích của các tàu sân bay xuống Luzon vào ngày 19 tháng 11, nó quay trở về Ulithi vào ngày 22 tháng 11.
Uhlmann thực hành huấn luyện tại Ulithi cho đến ngày 10 tháng 12, khi nó lên đường và gia nhập trở lại Lực lượng Đặc nhiệm 38 vào ngày 12 tháng 12. Từ ngày 14 đến ngày 16 tháng 12, các tàu sân bay không kích xuống các căn cứ không quân đối phương tại Luzon cũng như tàu bè trong vùng biển lân cận nhằm hỗ trợ cho việc đổ bộ lên Mindoro. Đến chiều tối ngày 16 tháng 12, lực lượng đặc nhiệm bắt đầu rút lui; khi các tàu chiến được tiếp nhiên liệu về phía Đông Bắc Samar vào ngày17 tháng 12, điều kiện thời tiết bắt đầu xấu dần lên. Lúc 13 giờ 30 phút, Uhlmann hủy bỏ việc tiếp nhiên liệu từ thiết giáp hạm Massachusetts do biển động và sức gió lên đến 26 hải lý trên giờ (48 km/h; 30 mph) do một cơn bão đang đến gần.
Sang ngày 18 tháng 12, Uhlmannghi nhận sức gió tăng lên đến 69 hải lý trên giờ (128 km/h; 79 mph), và con tàu bị lật nghiêng đến 58° khi tâm bão đi ngang cách đội hình hạm đội 30 hải lý (56 km; 35 mi). Đến xế trưa, sức gió dịu dần, và đến 20 giờ 00, sức gió giảm còn 25 hải lý trên giờ (46 km/h; 29 mph). Trong các ngày 19 và 20 tháng 12, các con tàu bị tơi tả sau cơn bão Cobra tái tục việc tiếp nhiên liệu trong khi các tàu hộ tống tìm kiếm những người sống sót của các tàu khu trục Hull (DD-350), Monaghan (DD-354) và Spence (DD-512), vốn đã bị đắm trong cơn cuồng phong. Do biển động, các tàu sân bay hủy bỏ kế hoạch tiếp tục không kích xuống Luzon vào cuối ngày 20 tháng 12, và Uhlmann quay trở lại khu vực bị bão tiếp tục việc tìm kiếm người mất tích. Nó cùng lực lượng đặc nhiệm về đến Ulithi vào ngày 24 tháng 12.

#### 1945
Lên đường cùng Đội đặc nhiệm 38.1 vào ngày 30 tháng 12, Uhlmann hộ tống cho các tàu sân bay trong các đợt không kích xuống Đài Loan và Luzon vào đầu năm 1945, và trước nữa đêm ngày 9 tháng 1 đã vượt qua eo biển Bashi tiến vào Biển Đông. Các tàu sân bay đã không kích các vị trí đối phương tại Đông Dương, Đài Loan và Hong Kong trước khi rút lui khỏi Biển Đông vào ngày 19 tháng 1. Ở vị trí cách 75 mi (121 km) về phía Bắc Luzon lúc bình minh ngày hôm sau, đội đặc nhiệm bị máy bay đối phương tấn công, và chiếc tàu khu trục đã cùng các tàu hộ tống khác đẩy lui cuộc không kích. Sau khi thực hiện một loạt các đợt không kích khác xuống Đài Loan và Okinawa, Lực lượng đặc nhiệm 38 rút lui về Ulithi vào ngày 26 tháng 1. Vào ngày này Đệ Tam hạm đội được đổi tên thành Đệ Ngũ hạm đội khi Đô đốc Raymond A. Spruance nhậm chức tư lệnh hạm đội.
Sau đợt huấn luyện chống tàu ngầm, Uhlmann khởi hành từ Ulithi cùng Đội đặc nhiệm 58.2 vào ngày 10 tháng 2 cho một đợt không kích xuống khu vực Tokyo. Vào ngày 16 tháng 2, ngày đầu tiên trong hai ngày không kích, chiếc tàu khu trục đã nổ súng vào một máy bay đối phương bay thấp và bổ nhào tấn công bên mạn trái, quả bom ném ra rơi cách tàu khu trục Halsey Powell 100 yd (91 m), cả hai con tàu đều không bị hư hại. Đến ngày 19 tháng 2, Uhlmann hộ tống cho Lực lượng Đặc nhiệm 58 di chuyển đến Iwo Jima, không kích xuống hòn đảo này để hỗ trợ cho cuộc đổ bộ tại đây. Một trục trặc trong cơ cấu dẫn động bánh lái của Uhlmann vào ngày hôm sau đã buộc nó phải tách khỏi đội hình lực lượng đặc nhiệm để quay trở về Ulithi sửa chữa, về đến nơi vào ngày 23 tháng 2. Lên đường vào ngày 14 tháng 3, nó gặp gỡ Đội đặc nhiệm 58.2 hai ngày sau đó, và sang ngày 17 tháng 3 lực lượng đặc nhiệm đã di chuyển nhanh cho một đợt không kích xuống đảo Kyūshū, trong khi chiếc tàu khu trục hộ tống phòng không và chống tàu ngầm cho các tàu sân bay.
Hoạt động không quân bắt đầu từ ngày 18 tháng 3, và Uhlmann, hoạt động như tàu liên lạc giữa lực lượng đặc nhiệm và hàng rào canh phòng vòng ngoài, bắt đầu nổ súng vào những kẻ tấn công lẻ tẻ. Nó tham gia hàng rào canh phòng lúc 07 giờ 00, và đến 09 giờ 56 phút đã cứu vớt ba phi công hải quân từ một máy bay ném bom-ngư lôi rơi gần đó. Suốt ngày và cả đêm hôm đó, nhiều lần con tàu báo động trực chiến do những máy bay trinh sát đối phương lảng vảng tiếp cận; và trước nữa đêm nó nổ súng vào một máy bay đối phương ở khoảng cách 10.000 yd (9.100 m), đối thủ bốc cháy và rơi cách con tàu 7.000 yd (6.400 m) phía đuôi bên mạn trái. Các hoạt động lại tiếp nối vào sáng sớm ngày 19 tháng 3; trước bình minh Uhlmann cùng với tàu khu trục Cushing đã nổ súng bắn rơi một máy bay ở tầm cao. Ở vị trí cách bờ biển phía Đông Shikoku 50 mi (80 km) sáng hôm đó, một máy bay Nhật Bản bổ nhào vào con tàu bất chấp hỏa lực phòng không dày đặc, một quả bom nhỏ rơi cách con tàu 50 ft (15 m) phía đuôi bên mạn phải. Sau đó không có sự kiện gì khác trước khi Uhlmann hộ tống Đội đặc nhiệm 58.2 gia nhập cùng phần còn lại của Lực lượng Đặc nhiệm 58 về phía Đông Nam Kyūshū.
Tàu chiến của lực lượng đặc nhiệm bắt đầu được tiếp nhiên liệu trong ngày 20 tháng 3; nhưng công việc phải hủy bỏ do đối phương tấn công vào lúc xế trưa. Uhlmann đang chuyển nhân sự không lực sang tàu sân bay hạng nhẹ San Jacinto vào lúc 14 giờ 53 phút, khi một máy bay tấn công cảm tử Kamikaze nhắm vào tàu sân bay Hancock, nhưng bị trượt và đâm trúng Halsey Powell. Uhlmann tiếp tục nổ súng vào những kẻ tấn công suốt buổi chiều, chịu đựng một số mảnh đạn nhưng không có thương vong. Hoạt động không kích xuống Nhật Bản tiếp tục với cường độ cao trong ngày 21 tháng 3; trong một đợt tấn công bất ngờ vào lúc xế trưa, một quả bom rơi cách Cushing 200 yd (180 m) và một quả bom khác suýt trúng một tàu sân bay. Trước nữa đêm ngày 22 tháng 3, khi Uhlmann đang ở trạm canh phòng, nó phát hiện qua radar một tàu ngầm Nhật Bản. Nó cùng tàu khu trục Haggard tiến nhanh đến mục tiêu, và nó đảm nhiệm canh phòng trong khi Haggard thả mìn sâu buộc đối thủ phải nổi lên mặt nước. Haggard sau đó húc chiếc tàu ngầm khiến đối thủ nổ tung và đắm. Uhlmann sau đó hộ tống cho Haggard bị hư hại nhẹ rút lui về Ulithi vào ngày 25 tháng 3.
Uhlmann rời Ulithi vào ngày 30 tháng 3 cho hành trình hướng lên phía Tây Bắc, và sau khi chịu đựng một cơn bão vào ngày 2 tháng 4, nó gặp gỡ Đội đặc nhiệm 58.2 ba ngày sau đó, và cho đến chiều tối đã tiếp cận để không kích lên Okinawa. Sau khi tập trung cùng Lực lượng Đặc nhiệm 58, chiếc tàu khu trục luân phiên vai trò cột mốc radar canh phòng và hộ tống bảo vệ trong khi các tàu sân bay không kích xuống Okinawa. Cũng trong tháng 4, Nhật Bản bắt đầu tập trung các đợt tấn công cảm tử Kamikaze quy mô lớn nhắm vào các tàu chiến trong vùng biển Ryukyu. Các tàu sân bay là những mục tiêu đặc biệt được nhắm đến. Vào ngày 12 tháng 4, máy bay tiêm kích thuộc lực lượng tuần tra chiến đấu trên không (CAP) đã bắn rơi ba chiếc Mitsubishi A6M Zero ("Zeke") trong tầm nhìn của Uhlmann khi nó đảm nhiệm cột mốc radar cách 25 nmi (46 km) về phía Bắc Lực lượng Đặc nhiệm 58. Hai ngày sau, những kẻ tấn công quấy phá lẻ tẻ khiến lực lượng CAP bận bịu suốt xế trưa cho đến chiều tối.
Làm nhiệm vụ cột mốc radar canh phòng cùng Đội đặc nhiệm 58.4 vào ngày 17 tháng 4, Uhlmann tham gia bắn rơi hai máy bay đối phương, một chiếc rơi cạnh tàu khu trục Benham, gây ra những hư hại nhẹ cho con tàu bạn. Đêm đó, lượt tấn công bằng mìn sâu của nó góp công đánh chìm tàu ngầm I-56 của Nhật Bản. Vào xế chiều ngày 29 tháng 4, khi máy bay đối phương tiếp cận từ hướng Bắc, tàu khu trục Haggard đã tham gia cùng Uhlmann để tăng cường cho cột mốc tuần tra đối phó với những kẻ tấn công. Ngay trước 17 giờ 00, một máy bay tiêm kích đối phương, cho dù đã bị hỏa lực phòng không của Uhlmann bắn cháy, vẫn đâm trúng lườn tàu Haggard bên mạn phải ngay bên trên mực nước; quả bom mang theo phát nổ bên trong phòng động cơ của Haggard, khiến nó bốc cháy, ngập nước và chết đứng giữa biển. Cùng lúc đó một chiếc "Zeke" thứ hai nhào đến, nhưng hỏa lực phòng không của Uhlmann đã bắn rơi kẻ tấn công gần Haggard, rồi cứu vớt hai thủy thủ của Haggard trên mặt nước. Uhlmann yêu cầu trợ giúp từ đội đặc nhiệm, và một giờ sau đó tàu tuần dương hạng nhẹ San Diego (CL-53) cùng Đội khu trục 104 đã đi đến để trợ giúp con tàu bị hư hại. Uhlmann hộ tống cho Haggard đi một quãng trên đường rút lui về Kerama Retto, rồi quay trở lại trạm canh phòng radar của mình vào ngày hôm sau. Chiếc tàu khu trục lại hộ tống cho lực lượng tàu sân bay nhanh cho đến ngày 11 tháng 5, khi nó được lệnh rút lui về quần đảo Caroline, và về đến Ulithi vào ngày 14 tháng 5.
Lên đường cùng Đội đặc nhiệm 58.4 vào ngày 24 tháng 5, Uhlmann quay trở lại khu vực chiến sự ngoài khơi Okinawa, tiếp nối nhiệm vụ cột mốc radar canh phòng. Vào ngày 28 tháng 5, quyền chỉ đạo tác chiến được chuyển trở lại cho Đệ Tam hạm đội dưới quyền Đô đốc William Halsey, và do đó Đội đặc nhiệm 58.4 đổi tên thành Đội đặc nhiệm 38.4. Uhlmann tiếp tục hoạt động cột mốc radar canh phòng và hộ tống các tàu sân bay cho đến ngày 13 tháng 6, khi nó đi đến vịnh San Pedro, Leyte, để bảo trì và tiếp liệu. Đến ngày 1 tháng 7, chiếc tàu khu trục lại hướng lên phía Bắc, và trong suốt tháng 7 các tàu sân bay đã liên tục không kích các mục tiêu trên các đảo chính quốc Nhật Bản. Vào ngày 25 tháng 7, Uhlmann tạm thời được cho tách ra để phối thuộc cùng Đội đặc nhiệm 35.3 làm nhiệm vụ càn quét eo biển Kii giữa Honshū và Shikoku. Quá nữa đêm ngày hôm sau 26 tháng 7, chiếc tàu khu trục bắn phá một trạm vô tuyến về phía mũi cực Nam của Uwano Hanto trong khi các tàu chiến khác nả pháo xuống những sân bay lân cận.
Cho đến khi Nhật Bản chấp nhận đầu hàng vào ngày 15 tháng 8, Uhlmann tiếp tục hoạt động cùng lực lượng tàu sân bay nhanh không kích xuống chính quốc Nhật Bản. Vào ngày 23 tháng 8, nó gặp gỡ Lực lượng Đặc nhiệm 47, một lực lượng hải quân hỗn hợp Anh-Mỹ, để tạm thời đảm nhiệm hộ tống cho lực lượng chiếm đóng Nhật Bản. Nó đi đến Sagami Wan vào ngày 27 tháng 8, và lập tức phái một đội canh gác tại đây, và sang ngày 30 tháng 8, đang khi canh phòng máy bay cho Cowpens (CVL-25), nó giúp cứu vớt viên sĩ quan tín hiệu hạ cánh của chiếc tàu sân bay hạng nhẹ dưới nước trong một cố gắng cứu một phi công bị rơi xuống biển. Cùng ngày hôm đó, chiếc tàu khu trục thả neo tại Sagami Wan, chấm dứt 61 ngày hoạt động liên tục trên biển. Đến ngày 31 tháng 8, nó chuyển sang thả neo trong vịnh Tokyo.

### 1946 - 1950
Uhlmann tham gia các hoạt động chiếm đóng, bao gồm các chuyến đi vận chuyển hành khách, thư tín và hàng hóa giữa Iwo Jima và các cảng Nhật Bản, cũng như tham gia các cuộc thực tập huấn luyện. Nó rời Yokosuka để quay trở về nhà vào ngày 31 tháng 10, đi ngang qua Trân Châu Cảng, và về đến Bremerton, Washington vào cuối tháng 11. Sau khi được sửa chữa và đại tu, nó khởi hành vào ngày 20 tháng 4, 1946 và đi đến San Diego vào ngày 24 tháng 4, nơi con tàu được cho xuất biên chế và đưa về lực lượng dự bị vào ngày 14 tháng 6, 1946.
Đến ngày 12 tháng 8, 1946, Uhlmann được điều sang Chương trình Huấn luyện Hải quân Dự bị, và sau khi được đại tu tại Xưởng hải quân Long Beach, Terminal Island, nó trình diện để phục vụ cùng Tư lệnh Quân khu Hải quân 11 vào tháng 11, 1946. Hoạt động từ căn cứ San Diego, con tàu tham gia huấn luyện các thủy thủ dự bị cho đến cuối thập niên đó. Vào ngày 23 tháng 5, 1950, nó nhập biên chế trở lại những vẫn nằm trong thành phần dự bị, và thực hiện một chuyến đi đến các cảng Trung và Nam Mỹ. Con tàu quay trở về San Diego vào tháng 7, và đến ngày 18 tháng 11 được chuyển sang thành phần hiện dịch.

### Chiến tranh Triều Tiên
Vào ngày 27 tháng 1, 1951, Uhlmann trình diện để phục vụ cùng Tổng tư lệnh Hạm đội Thái Bình Dương, và đến ngày 16 tháng 6 đã rời San Diego trong thành phần Đội khu trục 152, hướng sang vùng biển Triều Tiên. Được phân về Lực lượng Đặc nhiệm 77, lực lượng tàu sân bay nhanh hoạt động trong vùng biển Nhật Bản, chiếc tàu khu trục tiếp nối vai trò hộ tống và canh phòng máy bay mà nó đảm nhiệm trong phần lớn thời gian của Thế Chiến II. Sau đó nó gia nhập Lực lượng Đặc nhiệm 95, một lực lượng hộ tống và phong tỏa, tiến hành các hoạt động bắn phá ngày và đêm dọc theo bờ biển Triều Tiên.
Đang khi thực hiện nhiệm vụ tuần tra trinh sát thường lệ ngoài khơi bán đảo Hodo ở cảng Wonsan vào sáng ngày 20 tháng 8, chiếc tàu khu trục chịu đựng hỏa lực của 7 khẩu đội pháo bờ biển đối phương. Đạn pháo rơi chung quanh con tàu ở khoảng cách 1.000 yd (910 m) chỉ chốc lát sau khi thấy những ánh chớp lửa đầu nòng trên bờ biển, và con tàu nhanh chóng báo động chiến đấu và cơ động lẩn tránh, tăng tốc độ và nhắm bắn các vị trí pháo đối phương. Sau nữa giờ đối đầu, chỉ còn hai khẩu đội đối phương còn hoạt động; hỏa lực đối phương rơi sát con tàu gần đến khoảng 15 yd (14 m), mảnh đạn pháo đã phá hủy một bộ ăn-ten vô tuyến. Mệnh lệnh của tư lệnh Đội đặc nhiệm 95.2 chỉ thị cho con tàu rút lui khỏi trận chiến, và con tàu lùi ra xa khỏi tầm đạn pháo bờ biển của đối phương.
Trong mùa Thu, Uhlmann tuần tra tại vùng biển Đài Loan và tham gia các lượt huấn luyện chống tàu ngầm ngoài khơi Okinawa. Sang tháng 11, nó gia nhập trở lại Lực lượng Đặc nhiệm 77, hoạt động trong vùng biển Nhật Bản, và đã cứu vớt nhiều phi công bị bắn rơi trước khi rời Yokosuka quay trở về Hoa Kỳ vào ngày 22 tháng 1, 1952. Con tàu về đến San Diego vào ngày 6 tháng 2, và trong những tháng tiếp theo đã vào ụ tàu để sửa chữa đồng thời nâng cấp hệ thống vũ khí. Sau khi hoàn tất việc đại tu, nó thực hành huấn luyện trước khi rời San Diego vào ngày 11 tháng 8, cùng Đội khu trục 152 hộ tống cho tàu sân bay Kearsarge (CV-33) và tàu tuần dương hạng nặng Toledo (CA-133) đi sang Viễn Đông.
Trong lượt phục vụ kéo dài bảy tháng tại vùng biển Triều Tiên, Uhlmann đã hoạt động cùng lực lượng tàu sân bay nhanh, tiến hành các hoạt động tìm-diệt tàu ngầm, và các chuyến tuần tra ngoài khơi Đài Loan. Nó cũng tham gia bắn phá bờ biển đối phương, phá hủy các vị trí pháo binh, nhà máy và kho tàng cùng gây hư hại cho các công sự và tuyến đường sắt. Vào sáng ngày 3 tháng 11, đang khi bắn phá một tuyến đường sắt và đường hầm dọc bờ biển Bắc Triều Tiên gần Hangwon, chiếc tàu khu trục chịu đựng hỏa lực pháo bờ biển đối phương vốn đã vây quanh cách mũi con tàu 100 yd (91 m) bên mạn trái. Nó phải gia tăng tốc độ lên 25 kn (46 km/h) và cơ động để né tránh, và đáp trả bằng hỏa lực pháo 3-inch và 5-inch, ghi được một phát trúng đích trực tiếp vào khẩu đội pháo đối phương trong khi chỉ bị hư hại nhẹ. Tuy nhiên con tàu cũng chịu đựng thương vong với 13 người bị thương. Sau khi ghé qua Hong Kong trong dịp lễ Giáng Sinh, nó rời Yokosuka vào ngày 3 tháng 3, 1953 để quay trở về Hoa Kỳ, đi ngang qua Midway và Trân Châu Cảng trước khi về đến San Diego vào ngày 19 tháng 3.

### 1953-1958
Sau các đợt thực hành huấn luyện dọc theo vùng bờ Tây, Uhlmann lại được phái sang hoạt động tại khu vực Tây Thái Bình Dương, đi ngang qua vùng quần đảo Hawaii, và đi đến Yokosuka vào ngày 20 tháng 11, 1953. Trong đợt bố trí kéo dài bảy tháng này, nó hoạt động tại các vùng biển Nhật Bản và Triều Tiên, huấn luyện và thực hành cùng các đơn vị của Lực lượng Đặc nhiệm 77 từ các căn cứ Yokosuka và Sasebo. Vào tháng 2, 1954, nó tham gia cùng các tàu chiến Pháp và Hạm đội Viễn Đông Anh trong cuộc Tập trận "Sonata", bao gồm việc huấn luyện chống tàu ngầm và viếng thăm các cảng Philippines và Đông Dương thuộc Pháp. Sang tháng 3, nó nhận lên tàu nhân sự của Hải quân Trung Hoa dân quốc cho một đợt huấn luyện.
Đang khi tuần tra trong eo biển Đài Loan vào đầu tháng 3, nó đã đến trợ giúp chiếc tàu buôn Đài Loan Kiang Shan bị đắm tại một đảo thuộc quần đảo Bành Hồ. Trong quá trình giải cứu những người sống sót từ chiếc tàu buôn, bản thân chiếc tàu khu trục bị mất xuồng săn cá voi, chân vịt và trục chân vịt cùng bánh lái bị hư hại do va chạm đá ngầm tại vùng biển nông. Sau khi hoàn tất việc giải cứu, nó đi đến cảng Cao Hùng vào ngày 5 tháng 3. Để tránh rung động có thể làm hư hại thêm hộp số của turbine, nó được kéo đi từ Cao Hùng vào ngày 11 tháng 3, và đi đến vịnh Subic, Philippines vào ngày 14 tháng 3 để sửa chữa. Sau khi quay về San Diego, con tàu tiếp tục các hoạt động thường lệ dọc theo vùng bờ Tây.
Trong 15 năm tiếp theo sau, Uhlmann còn được phái sang khu vực Tây Thái Bình Dương thêm 11 lần. Trong đợt hoạt động cùng Đội khu trục 152 vào năm 1954, nó giúp vào việc triệt thoái thường dân và binh lính Trung Hoa dân quốc khỏi quần đảo Đại Trần, ngoài khơi Chiết Giang vốn đang chịu sức ép của lực lượng Cộng sản.

### Chiến tranh Việt Nam
Trong những năm 1960, Uhlmann đã ba lần được phái sang khu vực ngoài khơi bờ biển Việt Nam. Nó làm nhiệm vụ bắn hải pháo hỗ trợ các chiến dịch trên bộ phối hợp với máy bay trinh sát trên không, bắn hỏa lực chiếu sáng và bắn phá bờ biển. Vào năm 1965, nó tuần tra chống tàu bè chở vũ khí xâm nhập từ phía Bắc xuống phía Nam, đồng thời đảm trách hộ tống và canh phòng máy bay cho hoạt động không lực của tàu sân bay Bon Homme Richard (CV-31). Đến năm 1968, nó canh phòng máy bay cho các tàu sân bay trong vịnh Bắc Bộ đồng thời thực hiện hơn 50 lượt bắn phá hỗ trợ hỏa lực tại khu vực phụ cận Huế.
Trong năm 1969, Uhlmann đã tham gia cuộc tập trận hạm đội tại khu vực quần đảo Hawaii, rồi đến ngày 1 tháng 10 đã quay trở về vùng bờ Tây, và hoạt động như tàu huấn luyện cho Hải quân Dự bị Hoa Kỳ, đặt căn cứ tại Tacoma, Washington. Trong ba năm, nó thực hiện các chuyến đi huấn luyện hải quân dự bị; và trong cuộc tập trận "Head Beagle" vào tháng 8, 1970, nó tiến hành huấn luyện tại vùng eo biển Juan de Fuca và ngoài khơi tiểu bang Washington cùng các đơn vị Hải quân Canada.
Đến năm 1971, Uhlmann là tàu khu trục cũ nhật còn trog biên chế của Hải quân Hoa Kỳ. Vào ngày 24 tháng 11, 1971, nó được xem là không còn phù hợp để tiếp tục phục vụ, nên được cho xuất biên chế tại Tacoma vào ngày 15 tháng 7, 1972. Tên nó cũng được rút khỏi danh sách Đăng bạ Hải quân cùng ngày hôm đó, và được chuyển đến Bremerton, Washington để tháo dỡ.

## Phần thưởng
Uhlmann được tặng thưởng bảy Ngôi sao Chiến trận do thành tích phục vụ trong Thế Chiến II, thêm hai Ngôi sao Chiến trận trong Chiến tranh Triều Tiên, và năm Ngôi sao Chiến trận khác trong Chiến tranh Việt Nam.